# مدنين
تقع مدينة مدنين بالجنوب الشرقي للجمهورية التونسية تتبع إداريا ولاية مدنين وتضمم معتمدية مدنين الجنوبية ومعتمدية مدنين الشمالية وهي تتوسط سهل الجفارة. تبعد عن تونس العاصمة 482 كلم وعن مدينة قابس 75 كلم. وتمتاز المدينة بموقع إستراتيجي نظرا لوجودها على الطريق الوطنية رقم 1 الرابطة بين تونس ورأس الجدير.

## التحولات الهامة
تحتوي مدنين على مجموعة كبيرة من الصروح القصور التي كانت مساكن للمواطنين القدامى بمدنين ويعود تاريخ بناء هذه الصروح القصور إلى بدايات القرن السابع عشر ميلادي كما تعتبر قطبا سياحيا هاما نظرا لصحرائه الذهبية و المناظر الطبيعية الخلابة.
ومن التحولات الهامة التي شهدتها هذه المدينة : تحولات في بنبتها الأساسية فبعد أن كانت مكانا لخزن المؤن لمتساكنيها
«ورغمة» (وهم قبائل الولي الصالح علي بن عبيد المنحدر سلالته من المدينة المنورة حسب الأسطورة) إلى مدينة ذات بنايات عصرية وطرق شاسعة إلى جانب عديد المراكزالعلمية والصحية الهامة... من ذلك مؤسسات التعليم بكل مراحلها (ابتدائي ثانوي جامعي)....
ويوجد في المدينة نادي رياضي وهو نادي أولمبيك مدنين
تعتبر مدنين مدينة تجارية بامتياز حيث يتواجد بها عدة أسواق . و يوجد بها سوق اسبوعية يعتبر من أكبر الأسواق على نطاق الجهة.

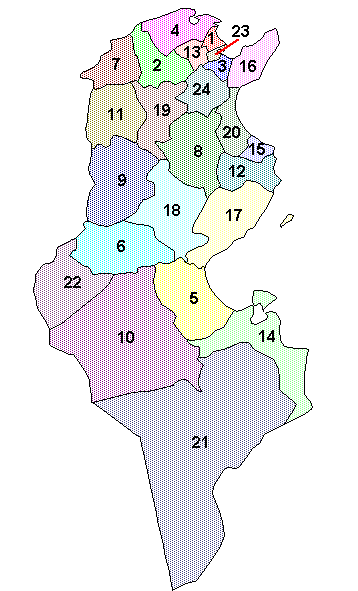
موقع مدينة مدنين هو ضمن ولاية مدنين (هي الولاية رقم 14)

- المساحة: 5500 كلم²
- عدد السكان: 65.812 ساكن سنة 2010
- عدد المساكن: 11.491

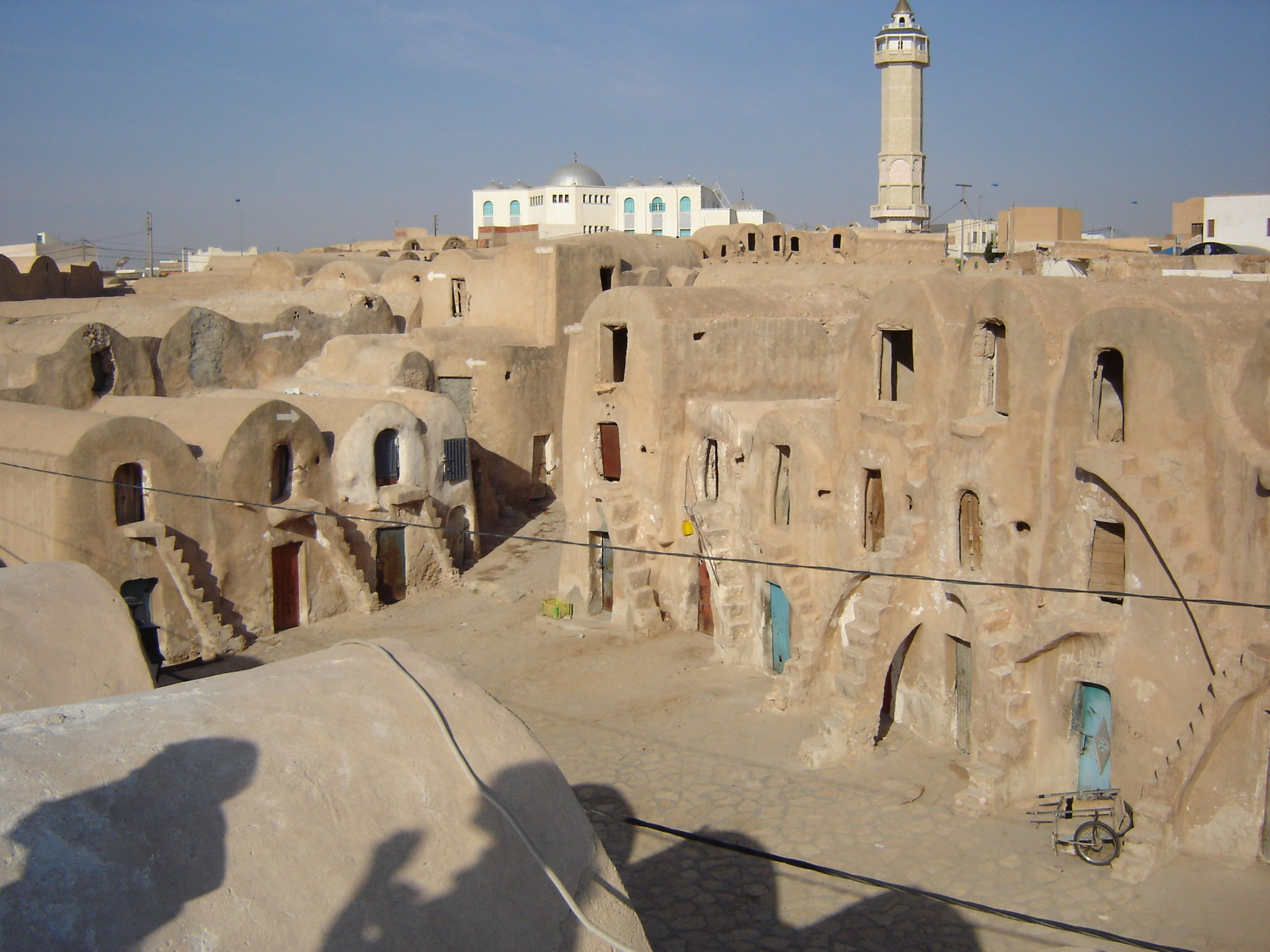
قصر بمدينة مدنين
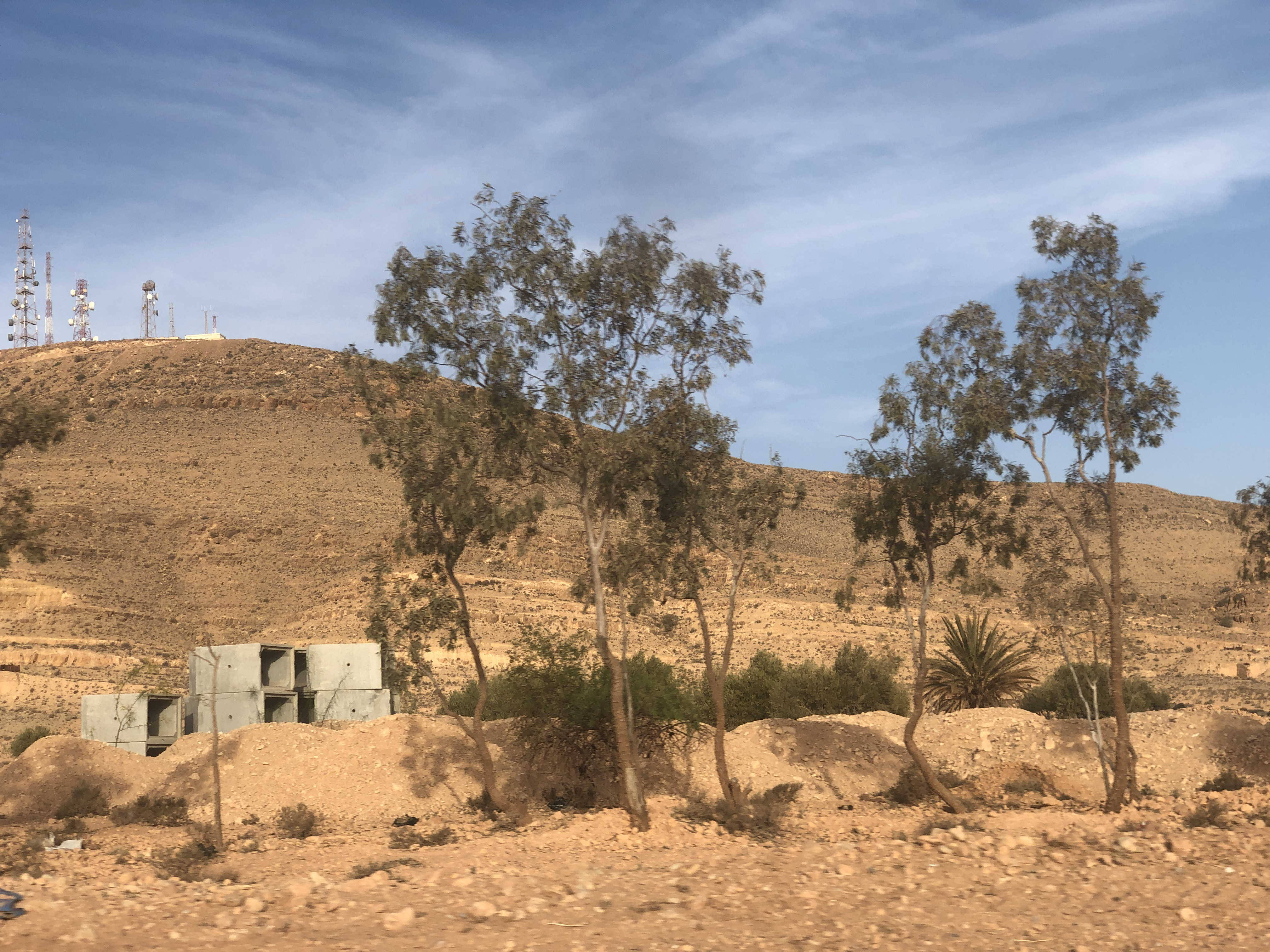
السوق السياحية بالقصور

## المناخ
تتميز مدنين بدرجة حرارة مرتفعة وبأمطار ضعيفة

## التضاريس
تتمتع بتضاريس وعرة يوجد بها بعض الجبال مثل جبل تاجرة الذي يبعد عن المدينة 8 كم و يوفر مقلعا للطين يزود مصنع الآجر بالمدينة أما معظم الأراضي الزراعية فهي للزيتون

## الاحتفالات
ومن أهمها مهرجان ورغمة ومهرجان القصور  والمسرح التجريبي والأعياد الدينية عيد الفطر وعيد الاضحى وليلة 27 من رمضان.

## المواقع التاريخية
تتمثل خاصة في القصور و هي منازل تقليدية تتكون من غرف للسكن و لحفظ المحصول الفلاحي.

## أيضا
- قائمة المعالم الأثرية المصنفة في ولاية مدنين

## أعلام
- مبروك كرشيد
- عماد الدايمي
- علي العريض
- الشاذلي العروسي
- نور الدين السالمي